# Coleophora fatmella
Coleophora fatmella é uma espécie de mariposa do gênero Coleophora pertencente à família Coleophoridae.